# Byron Morris
James Byron Morris (Roanoke (Virginia), 7 januari 1941) is een Amerikaanse jazzsaxofonist en -fluitist.

## Biografie
Byron Morris is een zoon van saxofonist en orkestleider James William 'Jim Billy' Morris (1916-1985). Hij groeide op in Roanoke. Tijdens zijn schooltijd speelde hij met Don Pullen in de band Junior Aristocrats (vernoemd naar de swingband The Aristocrats, die werd geleid door zijn vader van 1947-1960). Na zijn afstuderen aan de middelbare school in 1959, studeerde hij aan de Tuskegee University (afsluiting in 1964, graad in engineering). Vanaf midden jaren 1960 werkte hij fulltime als IBM-ingenieur en bij federale autoriteiten. Hij werkte ook als jazzmuzikant. Tijdens de jaren 1960 speelde hij in Washington D.C. in r&b- en jazzbands. In 1969 werden de eerste opnamen gemaakt met een formatie, die hij samen leidde met trompettist Gerald Wise en waartoe ook Byard Lancaster behoorde. In 1970/1971 werkte hij samen met Joe McPhee, op wiens albums Live At Vassar uit 1970 en Survival Unit II met Clifford Thornton: At WBAI's Free Music Store uit 1971 hij te horen is. In 1972 was hij medeoprichter van de band Unity met Vincent McEwan en Gerald Wise.
Onder invloed van spirituele stromingen van jazz zoals van Rahsaan Roland Kirk, Pharoah Sanders en John Coltrane, werkte Unity vaak samen met zangeres Jay Clayton. Het eerste album van de band Blow Thru Your Mind (Epic Records) werd gemaakt in 1973, gevolgd door Vibrations (1975), Themes and Serenades (1978) en Honey, I Love (1981). De band kwam vervolgens samen in verschillende bezettingen voor liveconcerten. Morris werkte ook met de formaties Three Saxes for Lester en Swingin' Saxes, die beide waren opgedragen aan de muziek van Lester Young. In 1994 richtte hij het label By-Mor op, waarop materiaal uit de Unity-sessies (Vibrations in Time) en liveopnamen van de band (Live! At the East Coast Jazz Festival 1996, resp. Y2K, 2003) verscheen. In 1998 werden nieuwe opnamen gemaakt door de band, waartoe ondertussen ook de pianist Hilton Ruiz behoorde. Op het gebied van jazz was hij  tussen 1969 en 2000 betrokken bij 8 opnamesessies.
- Library of Congress Control Number: n94044125
- MusicBrainz: 18f3debf-1a0b-46bb-883b-2eb376353b36
- Virtual International Authority File: 16455800